# Mihal Prifti
Mihal Prifti (ur. 25 września 1918 w miejscowości Gjatë koło Gjirokastry, zm. 16 marca 1986) – albański dyplomata, członek Komunistycznej Partii Albanii i Albańskiej Partii Pracy.

## Życiorys

### Dzieciństwo i młodość
W latach 1925–1931 uczył się w szkole podstawowej w miejscowości Erind, gdzie uczył się m.in. języka albańskiego i greckiego. Gdy Mihal miał 10 lat, zmarł jego ojciec, więc opieka nad rodziną oraz chorą fizycznie matką spoczęła na rękach Mihala. Sytuacja materialna rodziny Priftich utrzymywała się głównie z niewysokiej pensji ojca. By ratować sytuację rodzinną, Mihal trudnił się prac terenowych. Na dalszą naukę wyjechał do Aten, gdzie również podejmował się prac, jednak w tym czasie Grecję nawiedził kryzys i niestabilna sytuacja wewnętrzna, która doprowadziła do władzy Joanisa Metaksasa w 1936 roku. Studiował na Politechnice Ateńskiej na Wydziale Fizyki i Matematyki, jednak studia przerwał już po pierwszym roku nauki. Było to spowodowane coraz mniej stabilną sytuacją w Grecji, więc wyjechał do okupowanej już przez Włochy Tiranę, gdzie dołączył do swojego brata, Jorgona.

### Działalność podczas II wojny światowej
W marcu 1941 roku wyjechał do Rzymu, gdzie ukończył kurs języka włoskiego i nawiązał kontakt z włoskimi studentami należącymi do ruchu oporu, gdzie uczestniczył w akcjach jak niszczenie publicznych zdjęć Benita Mussoliniego. Jednak z powodu ataku sił rządowych na partyzantów, musiał już w czerwcu tego samego roku wrócić do Albanii.
Gdy w listopadzie 1941 powstała Komunistyczna Partia Albanii, Mihal Prifti dołączył do jej organizacji młodzieżowej i brał udział w demonstracjach studenckich i starciach z włoskimi władzami. Myśląc o ukończeniu studiów inżynierskich, Prifti ponownie wyjechał do Rzymu, by napisać egzaminy wstępne, jednak wrócił do Tirany po dyrektywie partii zakazującej działalności na terenie Włoch.
W 1944 roku, po wyzwoleniu Albanii został awansowany rangą podpułkownika.

### Działalność po II wojnie światowej
Mihal Prifti był pełnomocnikiem i ambasadorem nadzwyczajnym Ludowej Republiki Albanii w ZSRR (1947-1949), Polsce (1949), Mongolii (1955), Finlandii (1956), Chinach (1959), Wietnamie (1960).
W roku 1948 Komunistyczna Partia Albanii zaczęła działać jako Albańska Partia Pracy, gdzie Prifti pozostał jej członkiem.
W roku 1949 był przewodniczącym delegacji Rządu Ludowej Republiki Albanii na IV Sesję Zgromadzenia ONZ.
W latach 1949–1953 był asystentem ministra spraw zagranicznych Albanii, jednocześnie w 1951 roku przewodził Komisji do spraw wyceny majątku włoskiego w Albanii, a następnie przewodził Zgromadzeniem Ludowym II kadencji.
W 1961 roku dostał mianowany rektorem Wyższego Instytutu Pedagogicznego w Szkodrze i tę funkcję pełnił do przejścia na emeryturę w 1975 roku.
Zmarł 16 marca 1986 w wieku 68 lat.

## Życie prywatne
Jego ojciec, Athanas Prifti, był rolnikiem i nauczycielem. Zmarł w 1928 roku, gdy Mihal miał 10 lat.
Babcia Mihala miała na imię Josha.